# Trincheras
Trincheras este un municipiu în statul Sonora, Mexic.